# Samoa obscura
Samoa obscura is een hooiwagen uit de familie Samoidae.